# Euchromius circulus
Euchromius circulus là một loài bướm đêm trong họ Crambidae.